# Desseling
Desseling (deutsch Disselingen) ist eine französische Gemeinde mit 99 Einwohnern (Stand 1. Januar 2022) im Département Moselle in der Region Grand Est (bis 2015 Lothringen). Sie gehört zum Arrondissement Sarrebourg-Château-Salins.

## Geografie
Desseling liegt am Westufer des Neuf-Étang (Disselinger Weiher) zwischen dem Stockweiher und dem Linderweiher, etwa 16 Kilometer nordwestlich von Sarrebourg auf einer Höhe zwischen 213 und 272 m über dem Meeresspiegel. Das Gemeindegebiet umfasst 5,05 km². Das Gemeindegebiet ist Teil des Regionalen Naturparks Lothringen.

## Geschichte
Das Dorf kam 1766 zu Frankreich. Nach dem Frieden zu Frankfurt am Main kam Desseling zum neu gegründeten Deutschen Reich beziehungsweise zum Reichsland Elsaß-Lothringen. Von 1871 bis 1918 lag Desseling im Kreis Saarburg im Bezirk Lothringen und trug den Namen Disselingen.
Ende des 19. Jahrhunderts sprach die Bevölkerung von Disselingen nur Französisch respektive Patois. Disselingen gehörte zu den Grenzorten der deutsch-französischen Sprachgrenze.
Mit dem Versailler Vertrag kam der Ort 1919 wieder zu Frankreich. Im Zweiten Weltkrieg wurde die Region im Westfeldzug von der deutschen Wehrmacht besetzt und stand bis 1944 unter deutscher Verwaltung. 
Vom 9. September 1973 bis zum 1. Januar 1986 war Desseling in Belles-Forêts eingemeindet.

### Bevölkerungsentwicklung
| Jahr      | 1962 | 1968 | 1975 | 1982 | 1990 | 1999 | 2007 | 2019 |
| Einwohner | 101  | 92   | 87   | 81   | 74   | 106  | 107  | 101  |

## Sehenswürdigkeiten

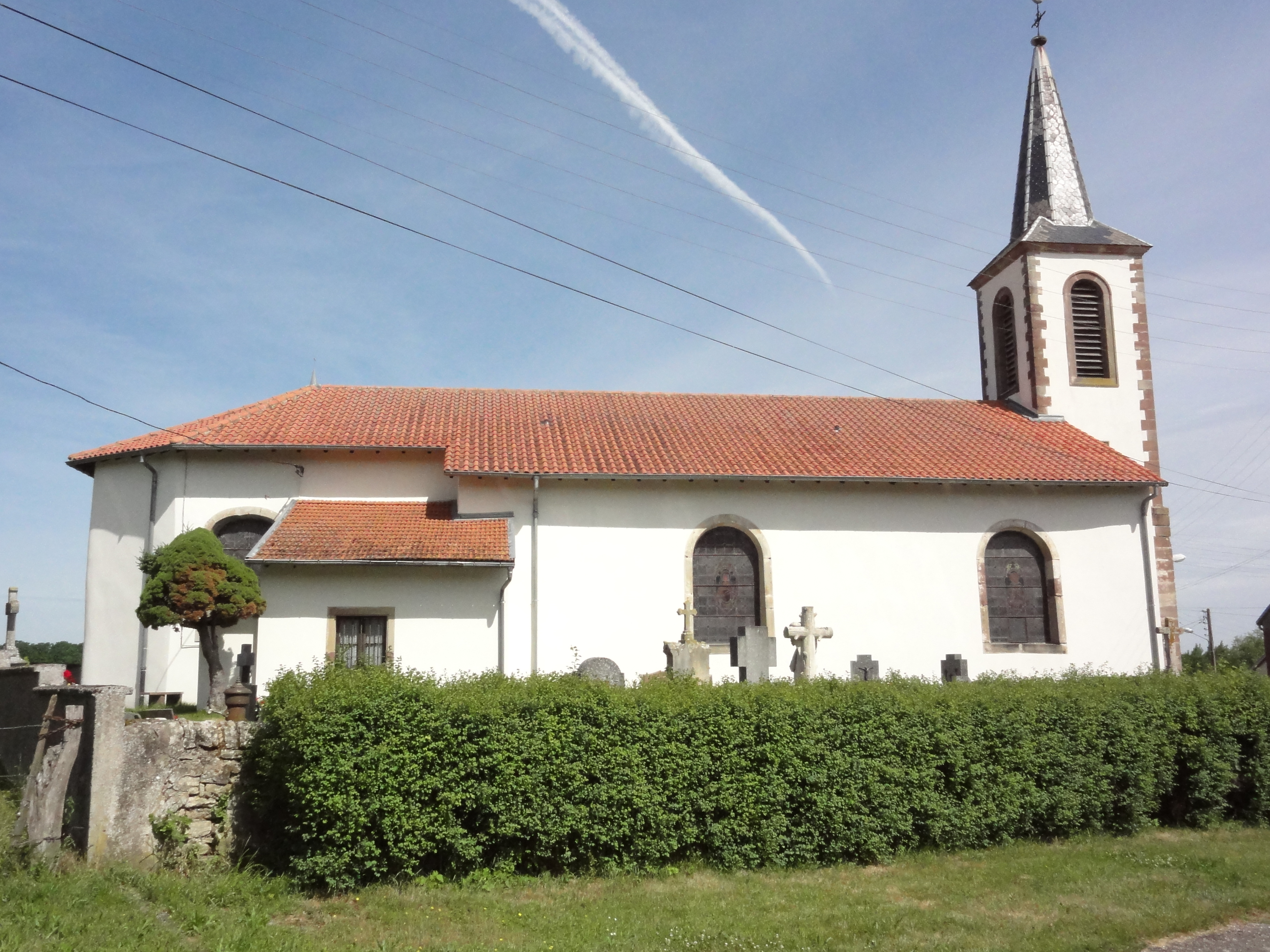
Kirche St. Barbara

- Kirche St. Barbara
- Fachwerkhäuser
- Wasserturm